# Pierre Sourbé
Pierre Édouard Martin Sourbé, né le 7 avril 1884 à Bayonne et mort le 3 septembre 1946 à Biarritz, est un rameur français.

## Carrière
Pierre Sourbé, membre de la Société nautique de Bayonne, participe aux Jeux olympiques intercalaires de 1906 à Athènes. Il y remporte la médaille de bronze en quatre avec barreur.